# Andrea Ebana

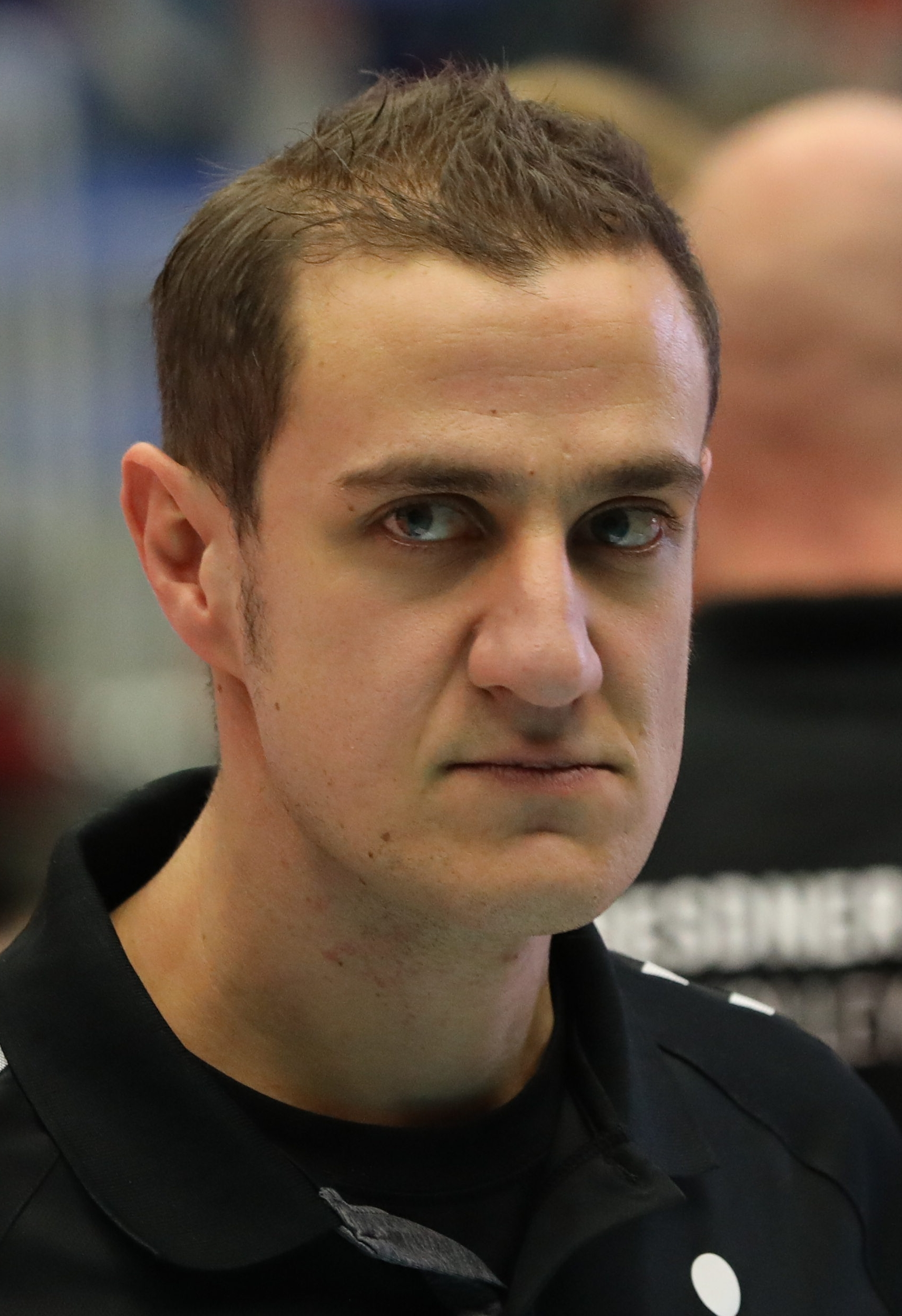
Andrea Ebana (2017)

Andrea Ebana (* 4. Dezember 1984 in Turin) ist ein ehemaliger italienischer Volleyballspieler und gegenwärtiger -trainer.

## Karriere
Ebana spielte in der italienischen Jugendliga sowie im Seniorenbereich in der Serie B2, der bis zur Saison 2015/16 vierthöchsten Liga des italienischen Volleyballsports. Während seines Philosophiestudiums sammelte er in Finnland, Frankreich und Italien seine ersten Erfahrungen als Trainer. 2012 wurde er Co-Trainer von Alberto Salomoni beim SC Potsdam in der Deutschen Volleyball-Bundesliga der Frauen. Dort wirkte er bis zum Ende der Saison 2013/14, ehe er Co-Trainer bei Robur Tiboni Urbino in der Serie A1, der höchsten italienischen Volleyballliga wurde. Nach einer Saison verließ er den Verein wieder, um Cheftrainer von Cuneo Granda Volley in der zweiten italienischen Liga zu werden.
Ende Mai 2017 gab der Dresdner SC die Verpflichtung von Andrea Ebana als Nachfolger von Jairo Hooi bekannt. Ebana unterzeichnete in Dresden einen Zweijahresvertrag als Co-Trainer von Alexander Waibl bis 2019. Mit dem Verein wurde er in seiner ersten Saison in Dresden Pokalsieger und erreichte mit dem Halbfinaleinzug in den Play-off-Spielen Rang 3 in der Meisterschaftswertung. Mitte Juni 2018 wurde der Vertrag zwischen Ebana und dem Dresdner SC aus familiären Gründen nach nur einer Saison vorzeitig aufgelöst. Zur Saison 2018/19 übernahm er den Posten des Cheftrainers bei Pallavolo Don Colleoni. Anfang März 2019 lag die Mannschaft auf dem vierten Platz in der Liga und damit nur drei Punkte hinter einem Platz, der zur Teilnahme an der Play-off-Runde berechtigen würde. Ende März 2019 trennten sich Verein und Trainer überraschenderweise. Die Trennung erfolgte nach Angaben des Vereins einvernehmlich. Ebanas Nachfolger wurde Stefano Locatelli.
Im Mai 2019 wurde er Cheftrainer des U18-Frauenteams von Volleyrò Casal de Pazzi.